# Història del desenvolupament de vaccins contra la COVID-19
Després d'aïllar el SARS-CoV-2 el desembre de 2019, la seva seqüència genètica es va publicar l'11 de gener de 2020, provocant una resposta internacional urgent per preparar-se per a un brot i accelerar el desenvolupament d'una vacuna contra la COVID-19. Des de principis del 2020, el desenvolupament de vacunes es va accelerar mitjançant una col·laboració sense precedents a la indústria farmacèutica multinacional i entre governs. A juny de 2020, corporacions, governs, organitzacions sanitàries internacionals i grups de recerca universitaris van invertir desenes de milers de milions de dòlars per desenvolupar desenes de candidats a la vacuna i preparar-se per a programes globals de vacunació contra la infecció per COVID-19. Segons la Coalició per a les Innovacions en Preparació per Epidèmies (CEPI), la distribució geogràfica del desenvolupament de vacunes COVID-19 fa que les entitats nord-americanes tinguin al voltant del 40% de l'activitat en comparació amb el 30% a Àsia i Austràlia, el 26% a Europa i alguns projectes a Amèrica del Sud i Àfrica.
El febrer de 2020, l'Organització Mundial de la Salut (OMS) va dir que no esperava que una vacuna contra el SARS-CoV-2, el virus causant, estigués disponible en menys de 18 mesos. La ràpida taxa d'infecció de COVID-19 a tot el món durant principis del 2020 va estimular les aliances internacionals i els esforços governamentals per organitzar amb urgència recursos per fabricar múltiples vacunes en terminis reduïts, amb quatre candidats vacunats que van entrar a l'avaluació humana el març del 2020.
El 24 de juny de 2020, la Xina va aprovar la vacuna de CanSino per a ús limitat a l'exèrcit i dues vacunes contra virus inactivats per a ús d'emergència en ocupacions d'alt risc. L'11 d'agost de 2020, Rússia va anunciar l'aprovació de la seva vacuna Sputnik V per a ús d'emergència, tot i que un mes després només es van distribuir petites quantitats de la vacuna per al seu ús fora de l'assaig de fase III.
El 20 de novembre de 2020, l'associació Pfizer–BioNTech va presentar una sol·licitud EUA a la Food and Drug Administration (FDA) per a la vacuna d'ARNm BNT162b2 (ingredient actiu tozinameran). El 2 de desembre de 2020, l'Agència de Regulació de Medicaments i Productes Sanitaris (MHRA) del Regne Unit va aprovar temporalment la regulació de la vacuna de Pfizer-BioNTech, convertint-se en el primer país que va aprovar aquesta vacuna i el primer país del món occidental per aprovar l'ús de qualsevol vacuna contra la COVID-19. A partir del 21 de desembre, molts països i la Unió Europea han autoritzat o aprovat la vacuna de Pfizer-BioNTech contra la COVID-19. Bahrain i els Emirats Àrabs Units van concedir una autorització d'emergència per a la comercialització de BBIBP-CorV, fabricat per Sinopharm. L'11 de desembre de 2020, la FDA dels Estats Units va concedir una autorització d'ús d'emergència (EUA) per a la vacuna Pfizer-BioNTech contra la COVID-19. Una setmana més tard, EUA va concedir una autorització per mRNA-1273, la vacuna de Moderna.
La Gam-COVID-Vac (Sputnik V) russa creà en el seu moment un cert escepticisme tècnic relacionat amb els resultats de les proves inicials, una vegada finalitzada la fase III d'un assaig clínic amb 20.000 participants havia demostrat ser segura i altament eficaç com a protecció contra el virus.
El 31 de març de 2021, el govern rus va anunciar que havia registrat la primera vacuna COVID-19 per a animals. Amb el nom de Carnivac-Cov, és una vacuna inactivada per a animals carnívors, incloses les mascotes, dirigida a prevenir les mutacions que es produeixen durant la transmissió interspècie del SARS-CoV-2.
El juny de 2021, un informe va revelar que la vacuna UB-612, desenvolupada per la COVAXX nord-americana, era una empresa iniciada per obtenir beneficis pel fundador de Blackwater, Erik Prince. En una sèrie de missatges de text dirigits a Paul Behrends, l'últim col·laborador reclutat per al projecte COVAXX, Prince va descriure les possibilitats d'obtenir beneficis en vendre les vacunes COVID-19. COVAXX no va proporcionar dades dels assaigs clínics sobre seguretat o eficàcia. La responsabilitat de crear xarxes de distribució es va assignar a una entitat amb seu a Abu Dhabi, que es va esmentar com a "Windward Capital" al capçal de COVAXX, però que en realitat era Windward Holdings. L'únic accionista de la firma, que gestionava "activitats professionals, científiques i tècniques", era Erik Prince. El març de 2021, COVAXX va recaptar 1.350 milions de dòlars en una ubicació privada.